# 15 (číslo)
Patnáct je přirozené číslo, které následuje po čísle čtrnáct a předchází číslu šestnáct. Římskými číslicemi se zapisuje XV. Jeho prvočíselný rozklad je 15 = 31·51. Historickým označením pro 15 je mandel. Mandel je také seskupením patnácti snopů obilí.

## Věda
- Atomové číslo fosforu je 15
- Prvky 15. skupiny periodické tabulky se označují jako pentely
- Mnohoúhelník s 15 vrcholy a stranami se nazývá patnáctiúhelník
- Jedná se o třetí šestiúhelníkové číslo

## Doprava

Patnáct hvězd na vlajce Cookových ostrovů

- Jedna ze zamýšlených linek pařížského metra je linka číslo 15.
- Škoda 15T je druh české tramvaje.
- Škoda 15Tr je druh československého trolejbusu.
- Mezi letouny, jejichž název obsahuje číslo 15, patří například MiG-15, McDonnell Douglas F-15 Eagle, North American X-15, Polikarpov I-15, Jakovlev Jak-15, Suchoj Su-15, Lavočkin La-15.

## Náboženství
- Pesach začíná 15. den židovského měsíce nisan.
- Sukot začíná 15. den židovského měsíce tišri.
- Tu bi-švat připadá na 15. den židovského měsíce ševat.
- Podle Talmudu se jedná o číslo stvoření.[1]

## Ostatní
- 15 minut je americký akční film z roku 2001
- Patnáctiletý kapitán je román Julesa Verna
- Patnáctka je název hlavolamu
- Praha 15 je část města Praha
- Skupina G15 je skupinou 15 rozvojových zemí
- Česko má 15 ministerstev[zdroj?]

## Roky
- 15
- 15 př. n. l.